# Louis-Marie Prudhomme

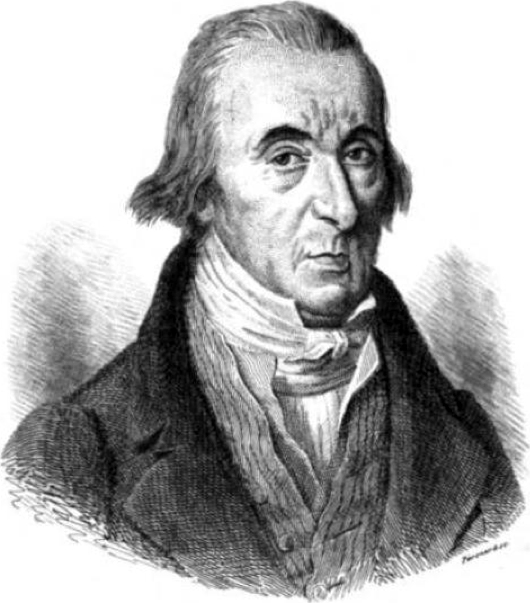
Porträt von Louis-Marie Prudhomme.

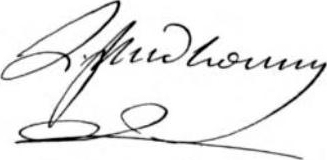
Prudhommes Unterschrift.

Louis-Marie Prudhomme (* 1752 in Lyon; † 20. April 1830 in Paris) war ein französischer Revolutionär, Schriftsteller und Journalist.

## Leben
Louis-Marie Prudhomme wirkte zunächst als Bibliothekar in Lyon und Paris und ließ sich dann als Buchbinder in Meaux nieder. Als er nach Paris zurückkehrte, wurde er mehrfach wegen seiner Schriften inhaftiert: Zwischen 1787 und 1789 soll er circa 1.500 Schmähschriften verfasst haben, darunter das dreibändige Werk Résumé général, ou Extrait des cahiers de pouvoirs, instructions, demandes ou doléances remis par divers bailliages, sénéchaussées et pays d’État du royaume, das er mit Laurent de Mezières und dem Politiker Jean Rousseau 1789 herausgab und welches von der Polizei beschlagnahmt wurde.
Vom 12. Juli 1789 bis zum 28. Februar 1794 – während der französischen Revolution – gab er eine der wichtigsten Zeitungen heraus: Révolutions de Paris. Chefautor bis zu seinem Tode im September 1790 war Élisée Loustalot, weitere Autoren und Mitarbeiter: Sylvain Maréchal, Pierre Gaspard Chaumette und Fabre d’Églantine.
Zeitweise wurde Prudhomme als Royalist inhaftiert. Im Juni 1793 verließ er Paris und zog sich zunächst aus dem politischen Leben zurück.
Im Jahre 1797 publizierte er l’Histoire générale et impartiale des erreurs, des fautes et des crimes commis pendant la Révolution française (sechs Bände), ein Werk das durch die Polizei des Direktoriums beschlagnahmt wurde. Später, vom Juni bis zum Oktober 1799, edierte er 105 Ausgaben der Tageszeitung le Voyageur. Im selben Jahre wurde er Direktor der Krankenhäuser von Paris, setzte aber seine Arbeit als Schriftsteller, Publizist und Übersetzer fort.
Als Gegner des Ersten Französischen Kaiserreichs begrüßte er 1814 die Wiederherstellung der Bourbonenmonarchie. Im Jahre 1825 veröffentlichte er L’Europe tourmentée par la Révolution de France, ébranlée par dix-huit années de promenades meurtrières de Napoléon Bonaparte (zwei Bände).
| Personendaten    | Personendaten                                             |
| ---------------- | --------------------------------------------------------- |
| NAME             | Prudhomme, Louis-Marie                                    |
| KURZBESCHREIBUNG | französischer Revolutionär, Schriftsteller und Journalist |
| GEBURTSDATUM     | 1752                                                      |
| GEBURTSORT       | Lyon                                                      |
| STERBEDATUM      | 20. April 1830                                            |
| STERBEORT        | Paris                                                     |